# کمال عدوان
کمال عدوان (عربی: كمال عدوان; زاده: ۱۹۳۵ - درگذشته: ۱۰ آوریل ۱۹۷۳) یکی از رهبران سیاسی جنبش فتح بود.

## زندگی‌نامه
کمال عدوان در روستای بربره از توابع شهر عسقلان به دنیا آمد، او در مصر درس خوانده و فارغ‌التحصیل شده بود. بعد از جنگ ۱۹۴۸همراه با خانواده‌اش به غزه رفت. وی به عنوان مهندس نفت در قطر کار کرد، در سال ۱۹۷۱ در شکل‌گیری جنبش فتح و در کمیته مرکزی آن شرکت داشت؛ و به عنوان مسئول دفتر مطبوعاتی سازمان آزادیبخش نقش مهمی داشت. در سال ۱۹۷۱ به عنوان عضو شورای ملی فلسطین انتخاب شد. وی در دهم آوریل ۱۹۷۳ توسط اسرائیل در بیروت ترور شد.

## ترور
در ۱۱ ژوئیه ۱۹۷۳ سروان عصام ابو زکی فرمانده پلیس در لبنان یک افسر اسرائیلی را دستگیر کرد که پاسپورت تقلبی آلمانی بنام اورلخ لوسبرخ داشت که بعداً مشخص شد نام واقعیش دانی یاتوم می‌باشد. وی اعتراف کرد که در روز دهم آوریل در ترور سه رهبر فلسطینی از جمله کمال عدوان در خیابان فردان بوده‌است و سپس همراه با تعدادی خارجی در آنجا مستقر می‌شوند تا اینکه برای ترور و شعله‌ور کردن اختلاف بین دولت لبنان و مقاومت فلسطین در شمال لبنان آماده‌سازی کنند.